# Angel (stanice metra v Londýně)

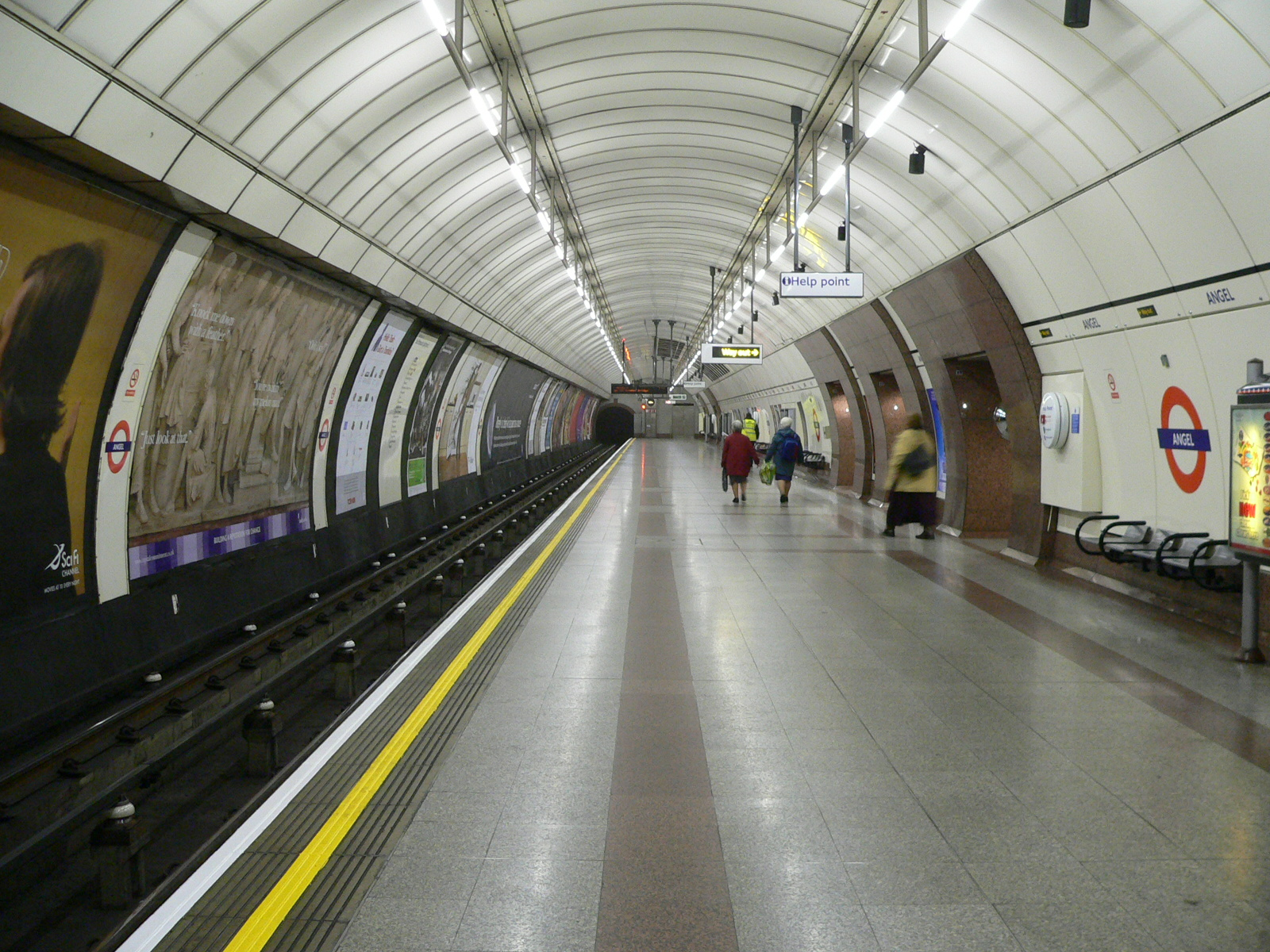
Nástupiště s vlaky směřujícími na jih. Původně byla druhá trať na pravé straně a uprostřed byl nástupní ostrůvek. [https://web.archive.org/web/20070930035519/http://photos.ltmcollection.org/images/max/v0/i00000v0.jpg

Angel je jednou ze stanic londýnského metra nacházející se ve čtvrti Angel v londýnském obvodu Islington. Stanici obsluhuje jedna linka, a to Northern Line. Nachází se v tarifní zóně 1 (Travelcard Zone 1).

## Historie
Stanici Angel otevřela 17. listopadu 1901 společnost City & South London Railway jako severní terminus prodloužení tratě z Moorgate. V roce 1907, kdy byl otevřen další úsek linky do stanice Euston, přestala být konečnou stanicí. Původně byla postavena, spolu s dalšími stanicemi na trase, jako stanice se středovým nástupním ostrůvkem a přístupem na nástupiště pomocí výtahů. Toto uspořádání se ještě zachovalo na stanicích Clapham North a Clapham Common. Podobně jako jinde, i na stanici Angel byly používány výtahy společnosti Otis, avšak přibližně v poloviční velikosti. Stanice trpěla přelidněním, což spolu s nástupním ostrůvkem představovalo výrazné bezpečnostní riziko. V roce 1992 byla stanice uzavřena a kompletně přestavěna.
Nový tunel byl vyražen a bylo do něj umístěno nové nástupiště pro vlaky směřující na sever. Nástupiště s vlaky směřujícími na jih bylo přestavěno, přičemž skoro celý původní tunel byl přeměněn na nové nástupiště. Výtahy původně ústily do nádražní budovy na rohu Torrens Street a City Road, tato budova byla však zavřená a nový vestibul byl otevřen na rohu Islington High Street. Kvůli vzdálenosti nástupišť a jejich hloubce byly vybudovány na stanici nové eskalátory, které patří mezi jedny z nejdelších v západní Evropě.

## Zajímavosti
- Angel je jednou z nejoblíbenějších stanic, co do výroby suvenýrů s motivy londýnského metra.
- Na stanici se nachází nejdelší eskalátor v celém londýnském metru - je dlouhý 60 metrů s převýšením 27,4 metru.
- Mezi stanicemi Angel a Old Street se nachází uzavřená stanice s názvem City Road.
- Stanice metra se připomíná v románu Salmana Rushdieho Satanské verše.

## Spojení
Na Northern Line (větev Bank) se stanice nachází mezi stanicemi Kings Cross St. Pancras a Old Street.

### Využití stanice
| Rok  | Počet cestujících |
| ---- | ----------------- |
| 2019 | 16,76 mil.        |
| 2020 | 5,93 mil.         |
| 2021 | 6,74 mil.         |
| 2022 | 9,05 mil.         |
| 2023 | 12,31 mil.        |